# Guideschi
I Guideschi, Guidoni, Vitone o Widonidi (in francese Widonides, in tedesco Guidonen o Widonen) furono una dinastia italiana di origine franca, che ebbe particolare importanza nel IX secolo. Furono una dinastia aggressiva che espanse la propria base di potere, il ducato di Spoleto, a detrimento del vicino papato ed in alleanza con i Carolingi, a cui erano imparentati in linea femminile e perciò poterono aspirare al trono imperiale.

## Membri principali
Il primo membro ad ottenere preminenza fu Lamberto I di Nantes padre di Guido I di Spoleto, che fu fatto duca di Spoleto dall'imperatore Lotario II nell'842. Egli fu attivo tra la Lotaringia e l'Italia, sposando una certa Itta (o Itana), figlia di Sicone I di Benevento. I suoi discendenti ressero il ducato di Spoleto fino all'897.
I membri più celebri della dinastia furono Guido II di Spoleto e suo figlio Lamberto I di Spoleto. Entrambi divennero re d'Italia e imperatori dei Romani. Guido IV di Spoleto divenne anche duca di Benevento. Infine un altro membro Folco il Venerabile, fu arcivescovo di Reims e appoggiò Guido II nel reclamare la corona.
Questa è una lista dei membri:
1. Guerino di Poitou, conte di Parigi[1] figlio di Bodilon, nipote di San Basino[2] di Treviri[3][4];
  1. Liutvino di Treviri, † 722[5][6] vescovo di Reims, vescovo di Treviri, fondatore dell'abbazia di Mettlach ∞ una donna sconosciuta, probabilmente figlia del maggiordomo di palazzo Croroberto II (Roberto II), della dinastia dei Robertingi;
    1. Guido, † 739, conte, forse la stessa persona all'abate laico Guido di Fontenelle, giustiziato nel 739;
    2.  ? Rotrude di Treviri, * 690, † 724, prima moglie di Carlo Martello; studi più recenti hanno stabilito che fu la figlia del conte Lamberto di Hesbaye (?-† 714), antenato dei Robertingi;
    3. Milone di Treviri[7], vescovo di Treviri, vescovo di Reims;
    4.  ? Warnharius, † 771[8], fratello di Adalberto (vedi sotto), donò al monastero di Hornbach nel Palatinato intorno al 742;
      1. Nantharius (Nanther);
      2. Erluin (Herloin) attestato intorno al 742, trasferisce i suoi diritti di proprietà a Hornbach a Guido;
      3. Rotharius.

    5.  ? Adalberto † 771, attestato intorno al 742, fratello di Warnharius (vedi sopra).
2. Lantberto "l'Alienato"[9] probabilmente parente del fondatore Liutvino 757/768 del monastero Mettlach, probabilmente nel 782 re Carlo rifiuta le pretese dei suoi figli su Mettlach ∞ probabilmente Deotbric, forse dalla casa dei Buvinidi; 
  1. Guido di Nantes † 802/814[10] conte, nel 796 donò dell'abbazia di Hornbach e proprietario della stessa con il fratello Warnharius, nel 799 prefetto (marchese) della marca bretone dopo Orlando, morto a Roncisvalle, nell'802 missus dominicus in Turenna;
    1. Lamberto I di Nantes († tra il 1º settembre e il 10 novembre 836 in Italia per una pestilenza), conte, prefetto (marchese) della marca bretone, nell'818/830 conte di Nantes e Angers, nell'834 esiliato, nell'819/833 insieme a un certo Herard proprietario del monastero di Hornbach, va in Italia con l'imperatore Lotario I nell'834, ottenendo il ducato di Spoleto;
      1. Guido I di Spoleto[11], conte, prima dell'842/844 entrò in possesso del monastero di Mettlach grazie all'imperatore Lotario, probabilmente dall'842 all'858/60 conte e duca di Spoleto, cognato di Siconolfo, duca di Benevento e principe di Salerno; ∞ probabilmente nell'834/838 Itana, figlia del duca Sicone I di Benevento o discendente della famiglia dei Guelfi;
        1. Lamberto I di Spoleto † 880, conte, nei periodi 858/860-871 e 875/876-879 conte e duca di Spoleto, intorno all'879 anche margravio di Spoleto, nell'875/876 "Defensor Patrimonii Sancti Petri" imperiale, 876/878 adottato da papa Giovanni VIII, nell'878 scomunicato per aver invaso Roma ∞ Giuditta, figlia di Eberardo del Friuli, della dinastia degli Unrochingi; 
          1. Guido (III) † 882/883, conte, duca di Spoleto 879/880-882/883
            1. Guido IV † 897, duca di Spoleto e di Camerino dall'889, principe di Benevento dall'895.

        2. Guido II di Spoleto † 12/30 dicembre 894, conte, poi conte e margravio di Camerino, dall'875/876 "Defensor Patrimonii Sancti Petri", poi conte e duca di Spoleto, nell'886 adottato da papa Stefano V, nominato re di Neustria (Franconia occidentale) a Langres nel marzo 888, da cui abdicò, nel febbraio 889 incoronato re d'Italia a Pavia, il 21 febbraio 891 incoronato imperatore a Roma, cugino del marchese Adalberto I d'Ivrea († dopo il 928) e dell'arcivescovo Folco di Reims († 900), sepolto a Parma ∞ circa 870/876 Ageltrude († dopo il 27 agosto 923), morì da monaca a Fontana Brocoli presso Salsomaggiore, contessa, nell'894 reggente, figlia di Adelchi, duca di Benevento;
          1. Lamberto II di Spoleto[12] († 15 ottobre 898), conte, dal maggio 891 co-re, nell'892, probabilmente il 23 febbraio, co-imperatore, nell'894 unico re d'Italia e unico imperatore, sepolto a Piacenza;
          2.  ? Itta ∞ intorno all'875/878 sposò Waimar (?) († febbraio/marzo 901), con il quale ebbe tre figli adulti nell'898, conte di Salerno, pretendente al ducato di Benevento, probabilmente 886/887 patrikios bizantino, nell'897 accecato.

        3. Rotilde († dopo il 24 maggio 884) ∞ che sposò, prima dell'863, Adalberto I († 884/889), conte di Lucca, margravio di Tuscia della dinastia dei Bonifaci.

      2. Doda, badessa del monastero di Saint-Clément a Nantes, intorno all'846 badessa di Craon;
      3. Lamberto II di Nantes[13] († 1º maggio 852), conte dell' "ex territorio Nannetense ortus": conquista la contea di Nantes nell'840/41, riconosciuto dal sovrano marchese della marca bretone nell'845, conte di Nantes e Angers, esiliato nel dicembre 846, nell'849 reintegrato in carica, 849 abate laico di Saint-Aubin ad Angers, sepolto a Savenay ∞ c. 850/851 Rotrude, battezzata nell'835/840 a Pavia, figlia dell'imperatore Lotario I della dinastia carolingia[14] oppure sposò una delle quattro figlie di Pipino d'Italia, probabilmente Tetrada di Lombardia, appartenente comunque alla medesima dinastia;
        1. Witbert (Wicbert), conte, pupillo del re Lotario II, nell'869 tutore del figlio Ugo, duca della contea d'Alsazia, dal quale fu assassinato dopo il 18 settembre 892.
          1.  ? Witbert (Vuibertus) conte, 21 dicembre 896, testimone in qualità di ufficiale giudiziario a Courtenot vicino a Bar-sur-Seine.

      4. Warnarius conte in Bretagna 841, † eseguito 853
      5.  ? NN
        1. Gunfer (Gunferius), nipote del conte Lamberto di Nantes, dal quale è infeudato con gli Erbaughi intorno all'842

      6.  ? Cunrad (Cohunradus, Cunerad)[15] "patruus" (cioè zio da parte paterna in senso stretto) dell'imperatore Guido e patruelis (cioè figlio del fratello del padre) dell'imperatore Lamberto, marchese, conte di Lecco, infeudato con la corte reale di Almenno a nord-ovest di Bergamo nell'892;
        1. Radalt, conte di Lecco, nell'877/895 conte, nel 913/926 conte e marchese, nell'895 "summus consiliarius" dell'imperatore Lamberto;
          1.  ? Witbert, conte di Lecco, nel 939 o 949 missus dominicus presso Spoleto
            1. Abo 975, diacono;
            2. Atto 956 († 28 marzo/20 luglio 975), conte di Lecco, dona Almenno 975 al vescovo di Bergamo, sepolto ad Almenno ∞ Ferlinda († dopo il 14 ottobre 1001), figlia di Bertario di Bevulco; 
              1. Wido, nelle fonti compare nel 973, morì giovane.

          2. Ermengarda († dopo il 1010), contessa ∞ 1 sposo dal nome sconosciuto ∞ 2 intorno al 967 si risposò con Gandolfo († prima del 14 giugno 995), nel 971 conte di Verona, figlio di Riprando di Basilica Duce.

    2. Guido, conte, probabilmente dall'813 all'831/32 conte di Vannes, forse da identificare con il conte Guido del Maine.

  2. Hrodolt (Ruodolt, Rhodoldus), conte, donò proprietà vicino ad Alzey e Bingen e nelle montagne del Taunus al monastero di Fulda nel 772;
  3. Guarniero I (760/65-814), prefetto (margravio) dell'Ostland tra l'802/03 e l'806 (chiamato anche Werner, Warin, Warinharius), ascendente o parente della dinastia dei Salii[16].